# Praslinia
Praslinia là một chi động vật lưỡng cư trong họ Caeciliidae, thuộc bộ Gymnophiona. Chi này có 1 loài và 100% bị đe dọa hoặc tuyệt chủng.